# Copa do Brasil 1994
Die Copa do Brasil 1994 war die sechste Austragung dieses nationalen Fußball-Pokal-Wettbewerbs in Brasilien. Die Copa wurde vom Brasilianischen Sportverband, dem CBF, ausgerichtet. Der Pokalsieger war als Teilnehmer an der Copa Libertadores 1995 qualifiziert. Der unterlegene Finalteilnehmer qualifizierte sich für die Copa Conmebol 1995.

## Saisonverlauf
Der Wettbewerb startete am 18. Februar 1994 in seine Saison und endete am 10. August 1994. Am Ende der Saison wurde der Grêmio FBPA Pokalsieger und errang diesen zum zweiten Mal. Torschützenkönig wurde Paulinho McLaren vom SC Internacional mit 6 Treffern.
Höchste Siege
- EC Vitória – Sorriso EC: 4:0 (4. März 1994 – Hinspiel Erstrunde)

## Teilnehmer
Es nahmen 32 Klubs teil. Der Modus bestand aus einem K.-o.-System. Teilnehmer waren die Sieger der Staatsmeisterschaften 1993 sowie teilweise deren Vizemeister.
Erstmals dabei war der Pokalsieger von Tocantins. Wieder im Wettbewerb dabei war der Vize-Staatsmeister von Bahia. Dafür entfiel die Teilnahme des Vize-Meisters von Paraná und von Pernambuco.
| Bundesstaat         | Klub                    | Qualifizierung          |
| ------------------- | ----------------------- | ----------------------- |
| Acre                | Independência FC        | Staatsmeister 1993      |
| Alagoas             | Clube de Regatas Brasil | Staatsmeister 1993      |
| Amapá               | SER São José            | Staatsmeister 1993      |
| Amazonas            | Nacional FC (AM)        | Staatsmeister 1993      |
| Bahia               | EC Bahia                | Staatsmeister 1993      |
| Bahia               | EC Vitória              | Vize-Staatsmeister 1993 |
| Brasília            | Taguatinga EC           | Staatsmeister 1993      |
| Ceará               | Ceará SC                | Staatsmeister 1993      |
| Espírito Santo      | Linhares EC             | Staatsmeister 1993      |
| Goiás               | Vila Nova FC            | Staatsmeister 1993      |
| Maranhão            | Maranhão AC             | Staatsmeister 1993      |
| Mato Grosso         | Sorriso EC              | Staatsmeister 1993      |
| Mato Grosso do Sul  | EC Comercial (MS)       | Staatsmeister 1993      |
| Minas Gerais        | América Mineiro         | Staatsmeister 1993      |
| Minas Gerais        | Atlético Mineiro        | Vize-Staatsmeister 1993 |
| Pará                | Paysandu SC             | Staatsmeister 1993      |
| Pará                | Clube do Remo           | Vize-Staatsmeister 1993 |
| Paraíba             | Campinense Clube        | Staatsmeister 1993      |
| Paraná              | Paraná Clube            | Staatsmeister 1993      |
| Pernambuco          | Santa Cruz FC           | Staatsmeister 1993      |
| Piauí               | 4 de Julho EC           | Staatsmeister 1993      |
| Rio de Janeiro      | CR Vasco da Gama        | Staatsmeister 1993      |
| Rio de Janeiro      | Fluminense FC           | Vize-Staatsmeister 1993 |
| Rio Grande do Norte | ABC Natal               | Staatsmeister 1993      |
| Rio Grande do Sul   | Grêmio FBPA             | Staatsmeister 1993      |
| Rio Grande do Sul   | SC Internacional        | Vize-Staatsmeister 1993 |
| Rondônia            | Ariquemes FC            | Staatsmeister 1993      |
| Santa Catarina      | Criciúma EC             | Staatsmeister 1993      |
| São Paulo           | SE Palmeiras            | Staatsmeister 1993      |
| São Paulo           | SC Corinthians          | Vize-Staatsmeister 1993 |
| Sergipe             | CS Sergipe              | Staatsmeister 1993      |
| Tocantins           | Kaburé EC               | Staatspokalsieger 1993  |

## Modus
Es zählte nach Hin- und Rückspiel nur die Anzahl der Siege. Ergab dieses keinen Sieger, zählte das Torverhältnis.
|  | Sechzehntelfinale | Sechzehntelfinale | Sechzehntelfinale |  |  | Achtelfinale     | Achtelfinale | Achtelfinale  |   |   | Viertelfinale    | Viertelfinale | Viertelfinale |   |   | Halbfinale  | Halbfinale | Halbfinale |     |  | Finale      | Finale | Finale |
|  |                   |                   |                   |  |  |                  |              |               |   |   |                  |               |               |   |   |             |            |            |     |  |             |        |        |
|  | EC Vitória        | 4                 | 1                 |  |  |                  |              |               |   |   |                  |               |               |   |   |             |            |            |     |  |             |        |        |
|  | Sorriso EC        | 0                 | 1                 |  |  | EC Vitória       | 2            | 3             |   |   |                  |               |               |   |   |             |            |            |     |  |             |        |        |
|  | Ariquemes FC      | 0                 | 2                 |  |  | Ariquemes FC     | 0            | 0             |   |   |                  |               |               |   |   |             |            |            |     |  |             |        |        |
|  | Independência FC  | 1                 | 0                 |  |  |                  |              |               |   |   | EC Vitória       | 0             | 0             |   |   |             |            |            |     |  |             |        |        |
|  | CR Brasil         | 0                 | 1                 |  |  |                  |              | Grêmio FBPA   | 1 | 1 |                  |               |               |   |   |             |            |            |     |  |             |        |        |
|  | SC Corinthians    | 1                 | 3                 |  |  | SC Corinthians   | 0            | 2             |   |   |                  |               |               |   |   |             |            |            |     |  |             |        |        |
|  | Criciúma EC       | 2                 | 1                 |  |  | Grêmio FBPA      | 2            | 2             |   |   |                  |               |               |   |   |             |            |            |     |  |             |        |        |
|  | Grêmio FBPA       | 2                 | 2                 |  |  |                  |              |               |   |   |                  |               |               |   |   | Grêmio FBPA | 0          | 2          |     |  |             |        |        |
|  | Atlético Mineiro  | 4                 | 2                 |  |  |                  |              |               |   |   |                  |               | Vasco da Gama | 0 | 1 |             |            |            |     |  |             |        |        |
|  | Vila Nova FC      | 3                 | 0                 |  |  | Atlético Mineiro | 1            | 2             |   |   |                  |               |               |   |   |             |            |            |     |  |             |        |        |
|  | Clube do Remo     | 3                 | 1                 |  |  | Clube do Remo    | 2            | 0             |   |   |                  |               |               |   |   |             |            |            |     |  |             |        |        |
|  | Maranhão AC       | 0                 | 1                 |  |  |                  |              |               |   |   | Atlético Mineiro | 1             | 3             |   |   |             |            |            |     |  |             |        |        |
|  | CS Sergipe        | 1                 | 1 (2)             |  |  |                  |              | Vasco da Gama | 3 | 4 |                  |               |               |   |   |             |            |            |     |  |             |        |        |
|  | Santa Cruz FC     | 1                 | 1 (4)             |  |  | Santa Cruz FC    | 1            | 1             |   |   |                  |               |               |   |   |             |            |            |     |  |             |        |        |
|  | ABC Natal         | 0                 | 1                 |  |  | Vasco da Gama    | 0            | 3             |   |   |                  |               |               |   |   |             |            |            |     |  |             |        |        |
|  | Vasco da Gama     | 2                 | 1                 |  |  |                  |              |               |   |   |                  |               |               |   |   |             |            |            |     |  | Grêmio FBPA | 0 1    |        |
|  | Fluminense FC     | 2                 | 1                 |  |  |                  |              |               |   |   |                  |               |               |   |   |             |            | Ceará SC   | 0 0 |  |             |        |        |
|  | Linhares EC       | 2                 | 1                 |  |  | Linhares EC      | 0            | 3             |   |   |                  |               |               |   |   |             |            |            |     |  |             |        |        |
|  | Nacional FC       | 1                 | 1                 |  |  | SER São José'    | 0            | 2             |   |   |                  |               |               |   |   |             |            |            |     |  |             |        |        |
|  | SER São José      | 2                 | 2                 |  |  |                  |              |               |   |   | Linhares EC      | 1             | 1             |   |   |             |            |            |     |  |             |        |        |
|  | Paysandu SC       | 0                 | 0 (5)             |  |  |                  |              | EC Comercial  | 0 | 1 |                  |               |               |   |   |             |            |            |     |  |             |        |        |
|  | EC Comercial      | 0                 | 0 (6)             |  |  | EC Comercial     | 2            | 2             |   |   |                  |               |               |   |   |             |            |            |     |  |             |        |        |
|  | Kaburé EC         | 2                 | 0                 |  |  | Kaburé EC        | 0            | 0             |   |   |                  |               |               |   |   |             |            |            |     |  |             |        |        |
|  | América Mineiro   | 0                 | 1                 |  |  |                  |              |               |   |   |                  |               |               |   |   | Linhares EC | 0          | 0          |     |  |             |        |        |
|  | SC Internacional  | 1                 | 1                 |  |  |                  |              |               |   |   |                  |               | Ceará SC      | 0 | 1 |             |            |            |     |  |             |        |        |
|  | Paraná Clube      | 1                 | 0                 |  |  | SC Internacional | 1            | 4             |   |   |                  |               |               |   |   |             |            |            |     |  |             |        |        |
|  | Taguatinga EC     | 0                 | 1                 |  |  | EC Bahia         | 0            | 5             |   |   |                  |               |               |   |   |             |            |            |     |  |             |        |        |
|  | EC Bahia          | 2                 | 2                 |  |  |                  |              |               |   |   | SC Internacional | 0             | 2             |   |   |             |            |            |     |  |             |        |        |
|  | Ceará SC          | 2                 | 1                 |  |  |                  |              | Ceará SC      | 1 | 1 |                  |               |               |   |   |             |            |            |     |  |             |        |        |
|  | Campinense Clube  | 0                 | 2                 |  |  | Ceará SC         | 0            | 1             |   |   |                  |               |               |   |   |             |            |            |     |  |             |        |        |
|  | 4 de Julho EC     | 1                 | 2                 |  |  | SE Palmeiras     | 0            | 1             |   |   |                  |               |               |   |   |             |            |            |     |  |             |        |        |
|  | SE Palmeiras      | 3                 | 5                 |  |  |                  |              |               |   |   |                  |               |               |   |   |             |            |            |     |  |             |        |        |

## Finalspiele

### Hinspiel
| Ceará SC                                                       | Ceará SC | Grêmio FBPA | Grêmio FBPA |
| -------------------------------------------------------------- | --- | --- | ----------- |
| Ceará SC                                                       | \| 7. August 1994 in Fortaleza (Estádio Plácido Aderaldo Castelo) \| \| Ergebnis: 0:0 \| \| Zuschauer: 53.915 \| \| Schiedsrichter: Antônio Pereira da Silva \| | \| 7. August 1994 in Fortaleza (Estádio Plácido Aderaldo Castelo) \| \| Ergebnis: 0:0 \| \| Zuschauer: 53.915 \| \| Schiedsrichter: Antônio Pereira da Silva \| | Grêmio FBPA |
| Ceará SC                                                       | Ivanhoé, Ronaldo, Aírton, Vitor Hugo, Ivanildo, Mastrillo, Zé Ricardo (Claudemir), Elói (Cafu), Catatau, Gerônimo, Sérgio Alves Cheftrainer: Dimas Filgueiras   | Danrlei, André Vieira, Paulão, Agnaldo Liz, Roger, Pingo, Jamir Gomes, Emerson, Carlos Miguel, Fabinho, Nildo Cheftrainer: Luiz Felipe Scolari                  | Grêmio FBPA |
| Ceará SC                                                       | Jamir Gomes | | Grêmio FBPA |
| 7. August 1994 in Fortaleza (Estádio Plácido Aderaldo Castelo) | | |             |
| Ergebnis: 0:0                                                  | | |             |
| Zuschauer: 53.915                                              | | |             |
| Schiedsrichter: Antônio Pereira da Silva                       | | |             |

### Rückspiel
| Grêmio FBPA                                                   | Grêmio FBPA | Ceará SC | Ceará SC |
| ------------------------------------------------------------- | --- | --- | -------- |
| Grêmio FBPA                                                   | \| 10. August 1994 in Porto Alegre (Estádio Olímpico Monumental) \| \| Ergebnis: 1:0 (1:0) \| \| Zuschauer: 49.263 \| \| Schiedsrichter: Oscar Roberto de Godói \| | \| 10. August 1994 in Porto Alegre (Estádio Olímpico Monumental) \| \| Ergebnis: 1:0 (1:0) \| \| Zuschauer: 49.263 \| \| Schiedsrichter: Oscar Roberto de Godói \| | Ceará SC |
| Grêmio FBPA                                                   | Danrlei, Ayupe, Paulão, Agnaldo Liz, Roger, Pingo, Jamir Gomes, Emerson, Carlos Miguel (Wallace), Fabinho, Nildo (Carlinhos) Cheftrainer: Luiz Felipe Scolari      | Chico, Ronaldo, Aírton, Vitor Hugo, Claudenesio, Ivanildo, Mastrillo, Elói, Catatau, Gerônimo, Sérgio Alves Cheftrainer: Dimas Filgueiras                          | Ceará SC |
| Grêmio FBPA                                                   | 1:0 Nildo (3.) | | Ceará SC |
| Grêmio FBPA                                                   | Liz, Carlos Miguel | Chico, Aírton, Ivanildo, Mastrillo, Catatau, Ronaldo | Ceará SC |
| Grêmio FBPA                                                   | Sérgio Alves (76.), Vitor Hugo (80.) | | Ceará SC |
| 10. August 1994 in Porto Alegre (Estádio Olímpico Monumental) | | |          |
| Ergebnis: 1:0 (1:0)                                           | | |          |
| Zuschauer: 49.263                                             | | |          |
| Schiedsrichter: Oscar Roberto de Godói                        | | |          |

## Die Meistermannschaft
| 2. | Grêmio FBPA |
|    | - Tor: Danrlei, Murilo, Aílton, Ferreti - Abwehr: Ayupe, Jackson, Jairo Santos, Ezequiel, Agnaldo Liz, Ayupe, César, Luciano Dias, El Puma, Cristiano Roland, Paulão, Roger, Jorge Baidek, China - Mittelfeld: Pingo, Luís Carlos, Jé, Wallace, Wallace, Arilson, Emerson, Rodrigo Gasolina, Leônidas, Jamir Gomes, Carlos Miguel, Carlos Miguel, Vieira - Angriff: Fabinho, Nildo, Carlinhos, Ciro, Rafael Jacques, Márcio Cruz, Gilson, Osias, Cláudio Freitas |

## Torschützenliste
| Pl. | Nat.        | Spieler          | Verein           | Tore   |
| --- | ----------- | ---------------- | ---------------- | ------ |
| 1   | Brasilianer | Paulinho McLaren | Internacional    | 6 Tore |
| 2   | Brasilianer | Nildo            | Grêmio           | 5 Tore |
| 3   | Brasilianer | Marcelo Ramos    | Bahia            | 4 Tore |
| 3   | Brasilianer | Renato Gaúcho    | Atlético Mineiro | 4 Tore |